# 豊野出雲
豊野 出雲（とよの の いずも）は、奈良時代の皇族・貴族。始め出雲王を名乗るが臣籍降下して豊野真人姓となる。知太政官事・鈴鹿王の子。官位は従四位下・大宰大弐。

## 経歴
孝謙朝の天平感宝元年（749年）三世王の蔭位により無位から従五位下に直叙される。天平宝字元年（757年）豊野真人姓を与えられ臣籍降下する。
淳仁朝に入り、天平宝字3年（759年）従五位上・少納言に叙任されるが、天平宝字5年（761年）安芸守に任ぜられ地方官に転じる。
天平神護元年（765年）称徳天皇の紀伊国行幸に際して装束司次官を勤める。天平神護2年（766年）正五位下・北陸道巡察使に叙任し、のち右中弁も兼ねる。神護景雲2年（768年）3月には北陸道巡察使として、佐渡国分寺の造営料の稲1万束が越後国から支出されており輸送に負荷がかかっているため、佐渡国の田租から充当するよう言上し許可されている。
神護景雲4年（770年）称徳天皇の崩御後まもなく、従四位下・大宰大弐に叙任される。宝亀8年（777年）4月26日卒去。最終官位は散位従四位下。

## 官歴
『続日本紀』の記載に従う。
- 天平感宝元年（749年） 4月14日：従五位下（直叙）
- 天平宝字元年（757年） 閏8月18日：豊野真人姓を与えられ臣籍降下
- 天平宝字3年（759年） 正月11日：少納言。6月16日：従五位上
- 天平宝字5年（761年） 10月1日：安芸守
- 天平神護元年（765年） 9月24日：装束司次官
- 天平神護2年（766年） 9月23日：北陸道巡察使。12月12日：正五位下
- 時期不詳：右中弁
- 神護景雲2年（768年） 6月29日：兼土佐守
- 神護景雲4年（770年） 8月9日：従四位下。8月28日：大宰大弐
- 宝亀8年（777年） 4月26日：卒去（散位従四位下）